# تالور باتل
تالور باتل (بالإنجليزية: Talor Battle)‏ مواليد 16 سبتمبر 1988 في هاريسبرج، هو لاعب كرة سلة أمريكي. بدأ مسيرته الاحترافية في سنة 2011. يبلغ طوله 6 قدم 0 بوصة (1.8 م). حقق المركز الثالث في الألعاب الجامعية الصيفية 2009.

## المسيرة الاحترافية
لعب مع شوليه باسكت في الدوري الفرنسي في سنة 2011، ثم لعب مع تليكوم باسكتس بون في الدوري الألماني في موسم 2011–2012، ثم لعب مع أورلاندينا باسكيت في الدوري الإيطالي في موسم 2012–2013.

## الميداليات
| الميدالية | المسابقة                      |
| --------- | ----------------------------- |
| برونزية   | الألعاب الجامعية الصيفية 2009 |

## روابط خارجية
- تالور باتل على موقع كرة السلة الأوروبية.كوم (الإنجليزية)
- تالور باتل على موقع كلية كرة السلة في سبورتس رفرنس.كوم (الإنجليزية)
- تالور باتل على موقع ريلجم (الإنجليزية)
- تالور باتل على موقع بروبوليرز (الإنجليزية)
- تالور باتل على موقع سبورتس رفرنس (الإنجليزية)